# Naučná stezka Co praví les?
Naučná stezka Co praví les?, polsky Ścieżka edukacyjna Co mówi las?, je nenáročná okružní naučná stezka v Arboretu Bramy Morawskiej v městském lese Obora v městských čtvrtích Obora a Markowice města Racibórz (Ratiboř) v jižním Polsku. Geograficky se nachází také v okrese Ratiboř na rozhraní pohoří Płaskowyż Rybnicki a nížiny Kotlina Racibórska v krajinném parku Park Krajobrazowy Cysterskie Kompozycje Krajobrazowe Rud Wielkich ve Slezském vojvodství.

## Historie a popis stezky
Naučná stezka „Co praví les?“ začíná u hlavního vchodu do Arboreta Bramy Morawskiej a vede zajímavým lesním terénem a má délku cca 2 km. Zaměření stezky je na živou přírodu a ekologii lesa a na památný buk lesní odrůdy „Atropunicea“. V roce 2022 byly obnoveny informační panely naučné stezky.

## Další informace
Stezka je celoročně volně přístupná. Společně s dalšími zajímavostmi zvyšuje atraktivitu Arboreta Bramy Morawskiej. Stezka je také přístupná z odboček blízkých dálkových turistických tras Szlak Husarii Polskiej a Szlak im. Polskich Szkół Mniejszościowych.